# 하트캐치 프리큐어!
하트캐치 프리큐어!(일본어: ハートキャッチプリキュア! 하토캿치 푸리큐아[*], 영어: HEART CATCH PRECURE!)는 도에이 애니메이션 제작의 애니메이션이다.

## 개요
- 아사히 방송 및 TV 아사히 계열을 통해 2010년 2월 7일부터 2011년 1월 30일까지 방영되었다.
- 프리큐어 시리즈 통상 7번째 작품이자 5대 프리큐어에 해당되는 작품. 초기 멤버가 2명 구성으로 시작하는 것과 변신시 요정의 힘을 필요로 하는 설정은 〈두 사람은 프리큐어 Splash Star〉이래로 4년만이지만, 각자 따로 변신함으로써 그 속성에 근거한 공격이나 방어의 기술을 사용하는 것으로 설정 등 그 밖에 프리큐어 설정 자체는 〈Yes! 프리큐어5〉이후 설정과 같다.
- 이전 시리즈에서 보여줬던 '공부를 싫어하며 활발하고 능동적인 성격'의 주인공이 아닌 '공부를 잘하고 소심하고 내성적인 성격'의 주인공이며, 변신 아이템을 주로 사용했던 휴대전화 타입에서 향수로 바꾸는 등 새롭게 시도한 설정들이 등장한다.
- 프리큐어 시리즈 중 최초로 주인공들 이전에 활동했다는 선대 프리큐어가 등장하는 작품이다. 이는 후에 Go! 프린세스 프리큐어에서도 선대 프리큐어가 나온다는 설정으로 이어진다.
- 프리큐어 시리즈 중 최초로 프리큐어의 가족이 악의 조직에 의해 납치되고 수령에 의해 세뇌되어서 아버지와 딸이 악의 조직 간부와 프리큐어 신분으로서 서로 싸우게 된 사례가 생긴 작품이다.
- 프리큐어 중 최초로 요정이 사망하게 되고 요정이 없는 프리큐어가 존재하게 되었던 작품이다.
- 대개 중학생 출신들이 많은 프리큐어 캐릭터들 속에서 사상 최초로 고등학생 출신 프리큐어가 등장하였다.
- 전대물 체제 및 분홍색 캐릭터가 주인공으로 설정된다는 이후로 프리큐어 캐릭터 중 광물 계열색 캐릭터(금색, 은색)가 유일하게 있는 작품이다(유사한 사례의 두 사람은 프리큐어 Splash Star는 2인 체제이므로 제외).
- 한국어 더빙판은 대원방송을 통해 2012년 7월 16일부터 12월 12일까지 방영되었다.
- 프리큐어 시리즈 중 대원방송 성우극회 소속 성우들이 주연급 캐릭터들을 모두 맡았다.

## 방송 일시
| 방송 채널                  | 방송일                           | 방송 시간 |
| -------------------------- | -------------------------------- | --------- |
| TV 아사히 계열 아사히 방송 | 2010년 2월 7일 ~ 2011년 1월 30일 | 종료      |

## 등장인물

### 하트캐치 프리큐어
| 이름                            | 변신 폼       | 각성 화 | 성우                     | 색깔   | 파트너 | 변신 아이템 |
| ------------------------------- | ------------- | ------- | ------------------------ | ------ | ------ | ----------- |
| 하나사키 츠보미 (국내명:진달래) | 큐어 블로섬   | 1화     | 미즈키 나나 / 이보희     | 분홍색 | 시프레 | 코코로 퍼퓸 |
| 쿠루미 에리카 (국내명:최바다)   | 큐어 마린     | 3화     | 미즈사와 후미에 / 김하영 | 하늘색 | 코프레 | 코코로 퍼퓸 |
| 묘도인 이츠키 (국내명:강해라)   | 큐어 선샤인   | 23화    | 쿠와시마 호우코 / 김나율 | 노란색 | 포프리 | 샤이니 퍼퓸 |
| 츠키카게 유리 (국내명:문채희)   | 큐어 문라이트 | 33화    | 히사카와 아야 / 김민정   | 보라색 | 코론   | 코코로 포트 |

### 프리큐어의 파트너
시프레
성우 - 카와타 타에코 / 이지현
색깔 -      분홍색
츠보미의 파트너 요정. 여자이며 아름드리 나무를 지키고 있다.
코프레
성우 - 쿠마이 모토코 / 이경태
색깔 -      하늘색
에리카의 파트너 요정. 남자이며 시프레와 함께 아름드리 나무를 지키고 있다.
포프리
성우 - 키쿠치 코코로 / 조경이
색깔 -      노란색
이츠키의 파트너 요정. 요정 중 유일하게 성별이 밝혀지지 않았으며 중간에 아름드리 나무에서 탄생하여서 합류하게 된 요정이다.
코론 / 코롱
성우 - 이시다 아키라 / 이동훈
색깔 -      보라색
유리의 파트너 요정. 사실은 이미 사망하였던 요정으로 생전에는 남자 요정이었다. 시프레, 코프레와 같이 아름드리 나무를 지키던 요정이며 성숙하고 진지한 분위기를 보인다. 큐어 문라이트가 사바쿠 박사와 전투하던 중에 몸으로 공격을 받아 큐어 문라이트를 지키려다가 사망하였으며 아름드리 나무에 남아있는 영혼을 통해서 유리에게 조언을 해준다. 프리큐어 올스타즈 시리즈에는 등장하지 않는다.
콥페
성우 - 호리우치 켄유 / 심규혁
색깔 -      녹색
츠보미의 할머니인 하나사키 카오루코의 파트너 요정. 남자이며 요정 중에서 덩치가 크고 무표정한 모습을 보인다. 시프레, 코프레, 포프리에게는 선배격인 요정이다. 무표정하고 별로 움직이지 않는 것과는 달리 사실은 막강한 힘을 가진 요정이다. 코롱과 마찬가지로 프리큐어 올스타즈 시리즈에는 등장하지 않는다.

### 프리큐어의 적

#### 사막의 사도
듄 마왕
성우 - 미도리카와 히카루 / 김디도
악의 조직인 사막의 사도를 이끄는 수령. 핸섬한 소년 및 청년의 모습을 하고 있지만 흑심과 사악한 면모를 가진 인물로 전 세계를 사막화하기 위해 마음의 아름드리 나무를 말려죽이려고 하였으며 이를 저지하는 프리큐어들을 소탕하기 위해 마수를 뻗친다. 과거 선대 프리큐어였던 큐어 플라워(카오루코)와 싸운 적이 있으며 그 때 패배를 당한 적이 있다. 큐어 문라이트에게는 아버지를 납치하고 요정인 코롱을 죽게 만든 장본인으로 불구대천의 원수지간이다.
사바쿠 박사 / 사마크 박사, 츠키카게 박사 / 문 박사
성우 - 쿠스노키 타이텐 / 고구인
사막의 사도의 2인자격 인물이자 실질적인 총수. 항상 가면을 쓰고있으며 은백발의 모습을 하고 있다. 사실 그 정체는 오래 전에 실종되었다는 큐어 문라이트의 아버지로 프랑스에 머물던 중 듄에 의해 납치되어서 세뇌를 당한 것으로 알려졌다. 이후 가면이 벗겨지고 큐어 문라이트가 자신의 딸이라는 것을 알게되면서 딸을 위해 듄과 싸우다가 자폭한다. 본명은 츠키가게 히데아키로 식물학을 연구하였던 박사였다. (한국어 더빙판에서는 문 박사).
다크 프리큐어 [큐어 문나이트] / 츠키카게 유미 / 문채숙 (문채희의 여동생)
성우 - 타카야마 미나미 / 이지현
사막의 사도 상급 간부. 프리큐어 시리즈 중 최초로 등장한 적 프리큐어이며 사바쿠 박사를 보좌하고 따르고 있다. 사실 그 정체는 사바쿠 박사가 만들어낸 창조물이며 그녀는 사바쿠 박사를 아버지라고 부르고 있다.
사소리나 / 스콜피오나
성우 - 타카노 우라라 / 이명희
사막의 사도 3간부 중 하나이며 유일한 여자 간부로 사바쿠 박사의 명령을 따르며 프리큐어들을 소탕하려는 역할을 맡고있다.
쿠모자키 / 거미재키
성우 - 타케모토 에이지 / 이재범
사막의 사도 3간부 중 하나이며 사바쿠 박사의 명령을 따르며 마음의 꽃을 빼앗기 위해 세계에 파견되었다. 일본의 시코쿠 방언을 쓰고있으며(한국판에서는 사극 대사의 말씨로 처리됨) 고지식하고 열혈적인 성격이다.
코브라자 / 코브라노
성우 - 노지마 히로후미 / 심규혁
사막의 사도 3간부 중 하나이며 사바쿠 박사의 명령을 따르며 쿠모자키와 함께 마음의 꽃을 빼앗기위해 세계에 파견되었다. 프랑스풍의 고상한 말투를 쓰고 있으며 쿨한 성격이지만 나르시스트에 가깝다.
데저트리안
성우 - 카네다 토모코 / 없음(성우들이 번갈아가면서 연기)
사막의 사도에서 만들어진 마물들.
데저트 데빌
사막의 사도에서 만들어진 마수(魔獸).
스나키 / 모래키
성우 - 호리이 차도, 이와사키 료
사막의 사도의 졸병에 속하는 사역마. 프리큐어 시리즈 최초로 나온 악의 조직 하급 졸병들로 3간부의 명령을 따르며 잡일 등을 맡고있다.
보스나키 / 보스 모래키
사막의 사도의 졸병에 속하는 사역마로 사실상 스나키들을 총괄하는 대장 역할을 하고있다.

### 프리큐어의 주변인물

#### 하나사키 일가
하나사키 소라 (花咲 空) / 진하늘
성우 - 호리우치 켄유 / 심규혁
츠보미의 친할아버지. 청년 때에는 산장에서 혼자 첼로를 연주하며 사는 유별난 사람이었다. 식물을 사랑하는 온화한 성격. 가라데 대회를 앞두고 산에 틀어박혀 훈련하고 있었던 카오루코(향기)와 만나 친해지게 되었으며 결혼까지 가게 된다. 그 후 요이치를 낳게 되나 츠보미가 태어나기 전 생을 마감하고 만다. 하나사키 박사의 남편
하나사키 카오루코 (花咲薫子) / 주향기 / 큐어 플라워
성우 - 사카모토 치카 / 안정현, 김성연(젊은 시절)
색깔 -      하얀색(     분홍색)
츠보미의 친할머니로 유명한 식물학자이자 마을 내 식물원의 원장이기도 하다. 결혼하기 전 성은 '고다이(五代)'. 항상 바쁜 츠보미의 두 부모를 대신해 츠보미를 돌봐주었으며 츠보미의 성격 또한 카오루코의 영향을 받았다고 해도 과언은 아니다. 좋아하는 꽃은 남편 소라와의 추억이 담겨있는 라벤더. 하나사키 박사
하나사키 미즈키 (花咲 みずき)
성우 - 카토 유코 / 이명희
츠보미의 어머니. 딸과 마찬가지로 안경을 쓰고 있다. 유명한 꽃상사인 '레드 플로리언'에서 근무했을 적 꽃밭에서 요이치를 만나게 된다. 이 때 둘 다 첫눈에 반해 만난지 1달만에 결혼하게 된다. 요이치와 마찬가지로 일에만 열중하다 보니 가족에 대해선 별로 신경을 못써지만 지금은 그 어떤 것 보다 가족을 우선시한다. 43화에서 후타바를 임신하게 된다.
하나사키 요이치 (花咲 陽一)
성우 - 카네미츠 노부아키 / 이동훈
츠보미의 아버지. 소라와 카오루코(향기)의 아들이다. 'HANASAKI 플라워 SHOP' (국내명은 'HANASAKI 진달래 꽃집 SHOP')을 운영하고 있다. 예전에는 유명한 대학교수였으며 지금도 강단에 서달라는 연락을 자주 받는다. 전공은 카오루코와 마찬가지로 식물학. 교수시절 꽃에 대한 연구 때문에 아내와 함께 전 세계를 돌아 다녔다. 하지만 결국 외로움을 참지 못하고 우는 츠보미의 모습을 보고 대학을 퇴직하고 가족과 함께 있을 수 있게 꽃집을 열게 된다.
하나사키 후타바 (花咲 ふたば)
마지막 화에서 태어난 츠보미의 여동생.

#### 쿠루미 일가
쿠루미 류노스케 (来海 流之助) / 최수현
성우 - 토치카 코이치 / 김디도
에리카의 아버지. 세계적으로 유명한 카메라맨이다. 젊었을 적에는 세계대회에서 상을 여러 번 받았었다. "사진에 있어서 가장 소중한 것은 사랑"이라 생각하며 열변을 토하기 시작하면 끝이 없다. 에리카의 성격은 바로 아빠를 닮은 것. 카메라맨 일이 없을 때는 '페어리 드롭'의 일도 거들어 준다.
쿠루미 사쿠라 (来海 さくら)
성우 - 효세이 / 김연아
에리카의 어머니. 예전에는 유명한 브랜드의 전속 모델이었다. 현재는 '패션 숍·페어리 드롭'을 운영하고 있으며 디자이너로서도 활동하고 있다.
쿠루미 모모카 (来海 ももか) / 최은새
성우 - 이토 시즈카 / 유지영
에리카의 언니. 고등부 2학년이며 츠키카게 유리와는 단짝 친구사이이다. 초등학생 때부터 스카우트되어 고등학생이 된 지금까지도 모델 일을 하고 있다. 극 중 패션잡지인 'BiBi'의 전속 모델로서 활동하나 그 때문에 학교에 못 가는 날이 빈번해졌다. 에리카는 그런 언니의 스타일과 인기에 질투를 느끼지만 사실 모모카 본인은 평범하게 살고 친구도 많은 여동생 에리카를 늘 부럽다고 생각하며, 그 때문에 사막의 사도가 그녀를 데저트리언으로 만든 적이 있다. 현재 목표는 동생보다 더 많은 친구를 사귀는 것. 마음의 꽃은 달리아.

#### 묘도인 일가
묘도인 켄타로(明堂院 厳太郎) / 고태산
성우 - 나카 히로시 / 이동훈
이츠키의 외할아버지. 묘도인 집안의 당주이며 묘도인 류 고무도의 사범. 또한 사립 메이도 학원의 창시자이며 이사장 직을 맡고 있다. 엄격하고 완고한 인상을 가졌으나 실은 다른 사람의 마음을 중요시하며 침착하고 배려심이 많은 성격이다.
묘도인 츠바키 (明堂阮 つばき)
성우 - 유야 아츠코 / 홍수정
이츠키의 어머니이자 켄타로의 외동딸. 오빠를 대신해 묘도인 류를 계승하기 위해 무술을 익히는 데에만 전념하는 이츠키를 걱정하고 있다. 남편은 데릴사위이며 36화에 잠깐 모습이 나온다.
묘도인 사츠키 (明堂阮 さつき) / 강해진
성우 - 마에노 토모아키 / 김디도
이츠키의 오빠이자 묘도인 집안의 장남. 장발의 머리가 특징. 원래대로라면 묘도인 집안의 다음 당주가 되어야 하지만 병약한 몸이기에 결국 이츠키가 이어가게 되었다. 여동생이 다음 당주가 돼야 한다는 막중한 역할을 안게 된 것이 늘 신경쓰여 이츠키에게는 좀 더 동성친구들하고 어울려 지냈으면 하는 바람이 있다. 늘 자신의 몸을 걱정해 주는 이츠키에게는 무리하지 말라고 말한다. 23화에서는 수술을 받게 되었으나 그에 대한 불안감을 사막의 사도가 파고 들어 데져트리언이 되었으나 프리큐어에 의해 본래 모습으로 돌아온 뒤 수술을 받았으며 마지막 화에서는 다시 무도 연습을 할 수 있게 될 만큼 회복이 되었다.

#### 츠키카게 일가
츠키카게 하루나 (月影 春菜)
성우 - 사쿠마 레이 / 김혜진
유리의 엄마. 희망의 꽃 마을 역 앞에 있는 매점에서 일하고 있다. 딸과 둘이서만 생활하고 있지만 지금도 남편은 무사히 있을 거라고 믿고 있어 항상 식사할 때에는 한 사람분을 더 준비해 놓는다. 13화에서만 등장한다.

### 사립 메이도 학원
츠루사키 선생 (鶴崎先生)
성우 - 우시다 히로코 / 조경이
츠보미와 에리카의 반의 담임 선생님. 담당과목은 국어. 꾸밈없는 말투와 성격으로 인해 남자에게 인기가 없는 것이 고민이다. 유령같이 무서운 것을 싫어하며 21화에서는 학생들에게 유령을 무서워하는 모습을 보인 거에 스스로 한심하다고 느끼게 되었는데 사막의 사도가 그런 마음을 파고 들어 데져트리언으로 만들었다. 하지만 여전히 학생들은 그녀를 존경하고 따른다. 마음의 꽃은 석남화.

#### 중등부
우에시마 사야카 (上島 さやか) / 지소연
성우 - 와타나베 아케노 / 홍수정
1학년 여학생. 밝고 긍정적인 성격이다. 어릴 때부터 축구를 좋아해 중학교에 올라와서도 축구를 하려 했으나 여자라는 이유만으로 거절당했으며 그 분한 감정 때문에 3화에서 데져트리언이 되고만다. 프리큐어에 의해 원래 모습으로 돌아온 후에는 자신이 직접 여자 축구부를 개설하였으며 후에는 정식 동아리로 인정받게 된다. 마음의 꽃은 포인세티아.
미우라 아키라 (三浦 あきら) / 송희준
성우 - 키우치 레이코 / 안정현
2학년 남학생. 에리카의 친구이며 야구부에 소속되어 있다. 부모는 라면집을 운영한다. 라면집을 시작한 이후부터 아빠와의 교류가 줄어들어 마음 한 구석으로는 외로운 감정을 품고 있었다. 5화에서 데져트리언이 된다. 마음의 꽃은 샐비어.
타다 카나에 (多田 かなえ) / 정세인
성우 - 코지마 사치코 / 김민정
츠보미, 에리카와 같은 반 여학생. 특종사진을 찍는게 낙이다. 처음에는 이목을 끄는 사진으로 사람들을 즐겁게 만드는 거에만 고집해 다른 사람의 굴욕사진만을 촬영하러 다녔으며 그 때문에 정작 사진에 찍힌 당사자는 고통스러워 했다. 6화에서는 동경하던 에리카의 아빠로부터 "사진에 사랑이 부족해"란 말을 들었으며 이에 고민하고 있던 때 사막의 사도가 데져트리언으로 만든다. 프리큐어에 의해 원래 모습으로 돌아온 뒤에는 '사랑이 담긴 사진'을 찍으려 노력하고 있다. 매번 프리큐어에 관한 특종을 노리고 있으나 정작 중요한 때에 빈번하게 놓친다. 마음의 꽃은 블랙베리.
오가사와라 마오 (小笠原まお) / 효정
성우 - 히사지마 시호 / 조경이
에리카의 친구이며 테니스부에 소속되어 있다. 파트너인 쿠마사와 아유미 (熊沢 あゆみ) / 지수 (성우 - 아다치 토모 / 김민정)가 한 말을 오해해 고민하고 있는 것을 이용해 사막의 사도가 데져트리언으로 만드나 프리큐어에 의해 원래대로 돌아온다. 그 후에 아유미로부터 자신의 실력이 부족해 마오에게 폐만 끼치는 거 같아 혼자서 연습하고 싶었을 뿐이었다는 말을 듣고 오해가 풀렸다.
사카이 마사토(酒井 まさと) / 한정수
성우 - 나가사와 미키 / 홍수정
츠보미, 에리카와 같은 반 남학생. 쿵푸를 좋아한다. 항상 남동생인 요시토 (よしと) / 윤수 (성우 - 쓰무라 마코토 / 김민정),와 함께 공원에서 쿵푸 연습을 한다. 하지만 막상 실전에 부딪히면 긴장을 해 약한 모습을 보이며 이 때문에 요시토가 형에게 실망해 마음의 꽃이 시들어 데져트리언이 되고만다. 이 때에는 맨 몸으로 스낫키(모래키)와 맞서 싸웠으며 동생이 갇힌 수정구슬을 다시 되찾아 왔다.마음의꽃은 디기탈리스]]
타카키시 아즈사 (高岸 あずさ) / 오주현
성우 - 오리카사 후미코 / 이명희
사립 메이도 학원 중등부 2학년 여학생이며 연극부의 부장이다. 갈색 세미 롱헤어가 특징이다. 에리카와는 같은 부장이라 경쟁심을 불태우고 있으나 항상 노력한다는 점에서 공통점을 느껴 좋은 라이벌이라 생각하고 있다. 연극에 몰두하면 주위가 안 보이게 되며 이 때문에 부원들의 반감을 사 결국 혼자만 남게 되었다. 이 때문에 고민하고 있던 마음을 16화에서 사막의 사도가 이용해 데져트리언으로 만든다. 사건 후에는 부원들과 화해한다. 학교 축제때는 패션부가 주최하는 패션쇼의 사회를 맡게 된다.
반 켄지(番ケンジ) / 반성준
성우 - 오키아유 료타로 / 최낙윤
츠보미, 에리카와 같은 반 남학생. 특유의 인상 때문에 학교 내에서는 '일진'이라고 불린다. 실제로는 말주변은 없지만 마음이 착한 소년으로 일진이라 불리게 된 것도 전부 오해에서 시작된 것. 유복한 가정환경에서 자라왔으며 엄마인 케이코 (慶子) (성우 - 이노우에 기쿠코 / 김성연)의 말에 잘 따르는 착한 아들이다. 소녀만화 그리는 걸 좋아하며 프리큐어를 소재로 만화를 그리고 있었다. 하지만 만화가의 꿈을 엄마에게는 숨기고 있었으나 결국 들키고 말아 고민에 빠지고 만다. 이를 이용해 사막의 사도가 데져트리언으로 만들었으며 원래대로 돌아온 후에는 엄마에게 자신의 꿈을 밝혔으며 엄마는 그런 아들의 꿈을 응원한다고 해 계속 만화를 그리게 되었다. 학교 축제 때는 패션부의 간판이나 포스터를 만들 때 도와 주었다. 남자임에도 불구하고 포프리가 세 번째 프리큐어가 아닌가하고 생각하기도 했었다. 처음에는 눈이 머리카락에 가려져 잘 안 보였으나 35화 이후부터는 얼굴이 제대로 보이게 그려지고 있다. 마음의 꽃은 미국 산딸나무.
미즈시마 아야 (水島 アヤ) / 채송화
성우 - 시라이시 료코 / 박신희
츠보미가 패션부 이외에도 입부한 원예부의 부장. 3학년이지만 처음 만난 에리카(바다)는 1학년이라 생각했었다. 성격은 덜렁거리며 울보이지만 꽃을 사랑하는 다정한 마음씨를 가졌으며 카오루코(향기)를 존경하고 있다. 하지만 꽃에 대한 애정에 비해 꽃이 잘 자라지 않아 고민하던 중 사막의 사도가 데져트리언으로 만들었다. 마음의 꽃은 나팔꽃.
하야시 유우키 (林 ゆうき)/박철우
성우 - 오리카사 아이 / 이재현
츠보미, 에리카와 같은 반 남학생. 여름방학 때 교토에서 학교까지 자전거로 완주하겠다는 목표를 세웠었다. 그 후 계획한 대로 학교에 왔으나 사실 중간에 버스를 탔던 적이 있어 굉장하다는 시선을 보낼 때마다 괴로워했으며 이를 이용해 사막의 사도가 데져트리언으로 만들었다. 프리큐어에 의해 원래 모습대로 돌아온 후에는 친구들에게 사실대로 말했다. 마음의 꽃은 유채.
스기야마 고우 (杉山 ごう) / 황지훈
성우 - 스즈키 마사미 / 박서진
2학년 남학생이며 영화부에 소속되어 있다. 학교 축제 때 영화를 발표하려 했으나 영화제작이 뜻대로 진행되지 않아 고민한다. 이를 이용해 사막의 사도가 데져트리언으로 만든다. 원래 모습으로 돌아온 뒤에는 무사히 재기했으며 패션부가 주최한 패션쇼에서는 조명담당을 맡게 되었다. 마음의 꽃은 도라지.
이케다 아야 (池田 彩), 쿠도 마유 (工藤真由) / 김성연, 이재현
성우 - 이케다 아야, 쿠도 마유 / 김성연, 이재현
2학년 여학생들이며 경음부에 소속되어 있으며 포지션은 두 명 모두 메인보컬. 학교 축제 때 라이브 콘서트를 열 계획이었으나 긴장한 나머지 무대에 오르는 것도 주저하게 된다. 이 때문에 사막의 사도에 의해 둘 다 데져트리언이 된다. 사건 후에는 결국 스케줄 사정 상 라이브 콘서트가 중지 되었으나 에리카의 임기응변으로 패션쇼와 콘서트를 같이 하게 되었다. 마음의 꽃은 둘 다 개미취.
사토 히후미 (佐藤 一二三) / 양우진
성우 - 나이토 료 / 이동훈
2학년으로 전교 부회장을 맡고 있다. 이츠키가 다음 선거에는 출마하지 않겠다고 해 차기 회장으로 될 가능성이 높아 기대를 받고 있었으나 다소 불순한 마음가짐을 가지고 있었으며 그 점을 이츠키에게 들켜 자기자신을 한심해하고 부끄러워하던 중 사막의 사도에 의해 데져트리언이 된다. 프리큐어에 의해 원래 모습으로 돌아온 뒤에는 학생회장으로서의 마음가짐을 다시 한 번 깨닫고 솔선수범해서 학교를 위해 분투하는 모습을 보여주며 다른 학생들도 그런 모습을 본받게 되었다. 마음의 꽃은 당근.

#### 고등부
사이타니 히데오 (才谷 秀雄) / 나수재
성우 - 사카구치 다이스케 / 심규혁
고등부 2학년 1반. 성적는 우수하나 유리(채희)에 밀려 만년 2등에 머무는 소년. 유리에게 강한 라이벌 의식을 불태우지만 아무리 노력해도 계속 이기지 못해 결국 학업에 대한 의욕을 잃어 그 점을 이용해 사막의 사도가 데져트리언으로 만들었다. 마음의 꽃은 게일라르디아.

#### 패션부 부원
시쿠 나나미(志久 ななみ) / 신미연
성우 - 후지이 유키코 / 김혜진
츠보미, 에리카와 같은 반 여학생. 연한 검붉은색 머리카락이 특징이다. 애칭은 '나미나미'. 어렸을 적 엄마를 잃고 지금은 아빠와 동생 루미 (るみ) / 미리 (성우 - 타마가와 사키코 / 조경이)와 함께 3명이서 살고있다. 야무지고 꼼꼼한 성격이며 어릴 적 엄마에게 배웠던 '미소가 가장 최고'란 말을 떠올리며 늘 미소를 지으며 밝은 모습을 보이려 한다. 하지만 사실은 엄마가 없어 느끼는 외로움과 집안 일 때문에 동아리 활동을 못하는 외로움을 늘 눌러 참고 있으며 14화에서는 결국 데져트리언이 되고 만다. 예전부터 패션에 관심이 있었지만 집안 일로 바빠서 패션부 입부를 거절했었으나 데져트리언 사건 이후에는 입부하게 된다. 환한 미소와 능숙한 재봉솜씨로 인해 에리카가 '패션부의 무드 메이커'라고 했다. 동생 루미와 함께 동아리 활동에 참여하는 걸 허락 받았다. 마음의 꽃은 붉은색 카네이션.
사와이 나오미(沢井 なおみ) / 이지영
성우 - 우에오카 유키코 / 김연아
츠보미, 에리카와 같은 반 여학생. 진한 검붉은색의 롱헤어가 특징. 7화에서 패션부 부원이 된다. 예전부터 이츠키(해라)를 동경해 왔으며 이츠키가 패션부에 입부한 걸 기쁘게 생각했다. 하지만 26화에서 다소 소심한 성격때문에 이츠키에게 말조차 못 거는 걸 고민하는데 사막의 사도가 이를 이용해 데져트리언으로 만들고 만다. 프리큐어에 의해 원래대로 돌아온 후 이츠키에게 친구가 되고 싶다고 털어놓았으며 이 후 서로 이름으로 부를 만큼 친해지게 되었다. 마음의 꽃은 딸기꽃.
사쿠마 토시코 (佐久間 としこ) / 박수진
성우 - 요시다 세이코 / 김민정
츠보미, 에리카와 같은 반 여학생. 애칭은 '톳코'. 갈색 세미 롱헤어가 특징. 7화에서 패션부 부원이 된다. 외동딸이다.
쿠로다 루미코 (黒田 るみこ) / 김영주
성우 - 아다치 토모 / 조경이
츠보미, 에리카와 같은 반 여학생. 황갈색 롱헤어에 안경을 쓴 것이 특징. 형제로는 오빠가 있다. 지기 싫어하며 경쟁심이 강하다. 7화에서 패션부 부원이 된다.

### 게스트 캐릭터
오바타 (小畑) / 안성민
성우 - 치바 스스무 / 박서진
9화에 등장. 츠보미의 아빠인 요이치의 제자이다. 지금은 신종 식물을 연구·개발하는 회사에 취직해 영업사원으로 일하고 있다. 늘 휴대전화로 거래처와 연락을 한다. 요이치를 회사로 스카우트하려 했으나 몇 번이고 거절당해 츠보미에게 아빠를 설득해달라고 부탁하나 카오루코(향기)에게서 사정을 듣고 단념했다. 식물을 매우 좋아하며 카오루코의 식물원에 들렀을 때는 어린아이같이 흥분해하는 모습을 보여주었다. 실은 자신도 연구 팀의 일원으로서 신종 꽃을 만들고 싶은 꿈이 있으나 회사에서 해고당하는 것이 두려워 고민하고 있는 걸 사막의 사도가 이용해 데져트리언으로 만들었다. 마음의 꽃은 흰색 히아신스.
시바타 리사 (柴田 リサ) / 전보영
성우 - 아사다 요코 / 김성연
12화에 등장. 페어리 드롭의 단골고객이다. 플라워 숍의 단골고객인 연인 토시오카 유우토 (利岡 ユウト) / 임준호 (성우 - 다카하시 히로키 / 서원석)와의 관계에 대해 고민하며 그와 최근들어 서먹서먹해진 것을 불안해한다. 이를 이용해 사막의 사도가 데져트리언으로 만든다. 마음의 꽃은 붉은 튤립.
시쿠 루미 (志久るみ) / 신미리
성우 - 타마가와 사키코 / 조경이
14화에 등장. 어렸을 적에 어머니를 여의고 아버지와 언니인 나나미(미연)과 함께 살고 있으며 어머니에 대한 기억이 없어 어머니를 그리워하고 있었다. 이 때문에 나나미에게 떼를 썼다가 나나미가 데져트리언이 되는 원인을 제공하기도 했으며 나나미가 패션부에 들어간 이후에는 종종 나나미와 함께 패션부 활동에 참여했다. 그 뒤 우연히 시프레와 코프레의 정체를 알게 되어 프리큐어 이외에 마스코트 캐릭터에 대해 알고 있는 몇 안되는 캐릭터 중 하나가 되었다. 이후 공원에서 하루카(유나)와 함께 놀고 있던 도중 마린 택트 관련으로 에리카(바다)와 싸운 코프레와 만났으며 마린 택트를 빼앗으려던 스낫키(모래키)들에 의해 전투에 휘말리게 되었다. 하루카와는 유치원에서 찰떡궁합이 맞는 떼쟁이 본능을 보여주기도 했다.
히로토 (ヒロト) / 성찬
성우 - 코바야시 유미코 / 이명희
15화에 등장. 묘도인 류의 전 문하생. 검은 무도복을 입고 붉은색의 긴 머리카락을 뒤로 묶은 것이 특징. 오로지 이기기 위해서 반칙과 같은 비겁한 방법을 쓴 거에 대해 켄타로(태산)에게 크게 혼났으며 결국 파문 당했다. 그것에 원한을 품어 도장을 제패하기 위해 다시 찾아온다. 이츠키를 비겁한 방법으로 이겨 결국 간판을 받아가나 사실은 묘도인 류로 돌아가고 싶은 마음이 있었으며 그것으로 고민하는 것을 사막의 사도가 데져트리언으로 만든다. 프리큐어에 의해 원래 모습으로 돌아온 후에는 용서를 구하고 다시 묘도인 류로 돌아가게 된다. 마음의 꽃은 제비꽃.
하라노 마사히로 (原野 正広) / 민교
성우 - 타나카 카즈나리 / 이동훈
17화에 등장. 찹쌀떡으로 유명한 '하라노 화과자 가게'의 3대째 장남. 여동생인 치즈코 (千鶴子) / 민영 (성우 - 아다치 토모 / 조경이)와 아버지인 마사카즈 (正一) (성우 - 타치키 후미히코 / 고구인), 할아버지인 쇼지로 (正治郎) (성우 - 소노베 케이이치 / 최낙윤)와 4명이서 각자 일을 분담해서 가게를 운영하고 있었으나 아버지와 할아버지로부터 자신이 만든 찹쌀떡의 맛을 계속 인정받지 못하자 결국 마음의 꽃이 시들어 사막의 사도에 의해 데져트리언이 되고만다. 마음의 꽃은 철쭉.
호리우치 아키 (堀内 アキ) / 윤지
성우 - 야마자키 와카나 / 김성연
19화에 등장. 곧 결혼식을 올리게 되는 농가의 딸. 에리카(바다)의 아빠가 젊었을 적 이 집에서 신세를 진 적이 있어 아키와 아키의 아버지 타다시 (正) (성우 - 다나카 마사히코 / 최낙윤)와는 구면이다. 결혼을 앞두고 아버지 혼자 두고 갈 수 없다는 딸의 고민을 아버지가 일관된 태도로만 대해 아버지가 더 이상 자신을 사랑하지 않는다 생각해 불안해 한다. 그 점을 파고들어 사막의 사도가 데져트리언으로 만든다. 마루라고 하는 시바견을 키우고 있다. 마음의 꽃은 귤.
츠유키 카린 (露木 かりん) / 하린
성우 - 카카즈 유미 / 박신희
20화에 등장. 모모카(은새)의 후배모델이나 모모카를 부모의 후광으로 모델을 하고 있다고 생각해 싫어한다. 모모카는 카린을 '재능은 있지만 튀고 싶어하는 아이'라고 말한다. 모모카의 동생 역으로 발탁되나 그다지 눈에 띄지 않아 불만을 갖게 된다. 거기에 그러한 태도를 모모카에게 지적받자 결국 화가 나 동생 역에서 하차하게 된다. 그 분노하는 마음 때문에 결국 사막의 사도에 의해 데져트리언이 되고만다. 원래 모습으로 돌아온 뒤에는 모모카가 자신에게 기대를 갖고 있으며 그 때문에 엄격하게 주의를 준 것이라고 알게 되며 다시 동생 역으로 복귀한다. 마음의 꽃은 브로왈리아.
나카노 미츠루 (中野 みつる) / 이경탁
성우 - 소노자키 미에 / 김성연
27화에 등장. 츠보미(달래)의 소꿉친구로 검도를 하고 있다. 츠보미가 곤란해 할 때마다 늘 도와주는 착한 소년. 츠보미가 이사갈 때 떨어트린 오르골을 주웠으나 돌려줄 용기가 안나 고민하고 있는 것을 사막의 사도가 데져트리언으로 만들었다. 마음의 꽃은 라벤더.
하루카 (はるか) / 유나
성우 - 미나구치 유코 / 이재현
30화, 39화, 41화에 등장. 첫 등장인 30화에서는 부모님이 같이 놀아주지 않아 가출한 여자아이로 나온다. 공원에서 혼자 놀고 있을 때 하루카와 같은 이유로 가출한 포프리와 만나 의기투합하게 된다. 그 때 지나가던 유리(채희)가 타일러 집으로 가려했으나 때마침 하루카를 찾으러 엄마(성우 - 모로타 가오루(茂呂田かおる) 마음의 꽃은 버베나.)가 데져트리언이 되버려 싸움에 휘말리게 된다. 39화에서는 루미(미리)와 놀던 중 싸움에 휘말리게 된다.
노리코 (ノリコ) / 소라
성우 - 아사다 요코 / 이명희
41화에 등장. 루미와 하루카가 다니는 보육원 선생님. 아이들이 잘 따르는 선생이 되고자 했으나 생각한 대로 잘 되지 않아 고민하던 중 사막의 사도가 데져트리언으로 만든다. 마음의 꽃은 잇꽃.
하야토(ハヤト) / 유승
성우 - 우라와 메구미 / 홍수정
42화에 등장. 유리(채희)와 같은 아파트 단지에서 사는 남자아이. 유리와는 어릴 때부터 남매같은 사이였으며 유리를 좋아하고 있다. 아빠가 실종된 후 밝은 모습을 잃은 유리를 신경쓰고 있었으며 아무런 도움도 못되는 자신에게 초조함을 느꼈다. 유리에게 러브레터를 써서 주려 했으나 유리는 하야토를 그저 동생으로 밖에 보지 않는다는 것을 알게 되 낙담하게 되고 이를 사막의 사도가 이용해 데져트리언으로 만든다. 마음의 꽃은 체리.
카스미 (カスミ) / 연주
성우 - 시타야 노리코 / 홍수정
43화에 등장. 할머니와 함께 'HANASAKI 플라워 숍(진달래 꽃집)'에 찾아와 부모님에게 줄 부케를 만들러 온 여자아이. 부모님이 태어난지 얼마 안 된 동생만 귀여워하고 자신은 잊혀졌다고 생각해 슬픔에 빠지게 되며 이를 이용해 사막의 사도가 데져트리언으로 만든다. 마음의 꽃은 은방울꽃.
타치바나 마유카 (橘 まゆか) / 소망
성우 - 아마노 유리 / 박신희
44화에 등장. 카오루코(향기)의 식물원 직원의 딸이며 츠보미(달래)하고는 아는 사이이다. 소심하고 부끄럼을 잘 타 친구를 잘 못사겨 결국 친구들의 관심을 끌기 위해 '프리큐어하고 친구야'라는 거짓말을 하게 된다. 이에 츠보미는 프리큐어로 변신해서 마유카와 친구들에게 가려 했으나 데져트리언이 나타나는 바람에 약속시간에 가지 못하게 된다.

## 방영 목록
- 방송일은 아사히 방송 기준.

## 극장판
극장판 하트캐치 프리큐어! 꽃의 도시에서 패션쇼...입니까!?
2010년 10월 30일 공개. 큐어 선샤인, 큐어 문라이트, 포푸리, 코페(인간이 된 상태 포함)가 영화 첫 등장.

### 크로스 오버 극장판
극장판 프리큐어 올스타즈 DX2 희망의 빛☆레인보우 쥬얼을 지켜라!
2010년 3월 20일 공개.
극장판 프리큐어 올스타즈 DX3 미래에 닿아라! 세계를 잇는☆무지갯빛 꽃
2011년 3월 19일 공개.
극장판 프리큐어 올스타즈 뉴 스테이지 미래의 친구
2012년 3월 17일 공개.
극장판 프리큐어 올스타즈 뉴 스테이지 2 마음의 친구
2013년 3월 16일 공개.
극장판 프리큐어 올스타즈 뉴 스테이지 3 영원의 친구
2014년 3월 15일 공개.
극장판 프리큐어 올스타즈 봄의 카니발♪
2015년 3월 14일 공개.
극장판 프리큐어 올스타즈 모두 함께 노래하다♪ 기적의 마법!
2016년 3월 19일 공개.
극장판 허긋토! 프리큐어♡두 사람은 프리큐어 올스타즈 메모리즈
2018년 10월 27일 공개. 프리큐어 15주년 기념작으로, 전작인 두 사람은 프리큐어 외 프리큐어 전 작품을 콜라보한 크로스 오버 작품이다.
극장판 프리큐어 미라클 유니버스
2019년 3월 16일 공개.
극장판 트로피컬 루즈! 프리큐어 눈의 프린세스와 기적의 반지!
2021년 10월 23일 공개. 트로피컬 루즈! 프리큐어의 극장판이며, 특별 등장했다.
극장판 프리큐어 올스타즈 F
2023년 9월 15일 공개. 프리큐어 20주년 기념작이다.

## 같이 보기
- 꽃말
- 하나코토바